# Церква Святих Мучеників Бориса і Гліба (Шумляни)
Церква Святих Мучеників Бориса і Гліба в Шумлянах — парафія і храм Підгаєцького благочиння Тернопільської єпархії Православної церкви України в селі Шумляни Тернопільського району Тернопільської области. Пам'ятка архітектури національного значення.

## Історія церкви
На мальовничому пагорбі села височіє старовинна дубова церква, збудована між 1696 і 1711 роками, про що свідчать вирізьблені на крокві цифри. За легендами, біля села колись був чоловічий монастир, а неподалік, у лісі, знаходиться «Ксьондзова криниця».
Біля церкви стоїть кам'яний хрест, який є надгробним пам'ятником пані Шумлянській, матері львівського єпископа Йосифа Шумлянського.
На церковному подвір'ї розташована скульптура Матері Божої, споруджена у 1924 році.
Тут проводяться різноманітні церковні обряди, такі як освячення води, Пасхи, овочів на Спаса. Молодь збирається водити хороводи та співати гаївки.
У селі існує давній звичай: у Великодню п'ятницю вночі біля церкви запалюють вогні.

## Парохи
- о. Йоахимів,
- о. Янович,
- о. Григорій Левицький (1828—1855),
- о. Микола Рибак (1856—1900),
- о. Лев Гриневич (1901—1911),
- о. Петро Стернюк (1911—1914),
- о. Юліан Дудкевич (1914—1924),
- о. Корнелій Купецький (1924—1931),
- о. Микола Старух (1931—1940),
- о. Іван Дідух (1940—1945)
- о. Петро Бабуняк (1945—1947),
- о. Петро Сенета (1947—1949)
- о. Ромило Богданець (1949—1952),
- о. Іван Волошин (1953—1966),
- о. Мирон Марцелюк (1966—1969),
- о. Іван Гура (1970—1971),
- о. Іван Шевчук (1972—1979),
- о. Іван Яворський (1979—1982),
- о. Василь Ганишевський (1982—1984),
- о. Петро Федав (1984—1985),
- о. Степан Більчук (1985—1994),
- о. Юрій Терлюк (1994—1995),
- о. Петро Миськів (листопад 1996—?),
- о. Володимир Пунька (з ?).